# Wasserturm Bahnhof Köthen
Der Wasserturm am Bahnhof Köthen wurde von der königlich preußischen Eisenbahndirektion Magdeburg gebaut und gehört zur Bahnhofsanlage von Köthen. Der Wasserturm wurde zur Versorgung des Eisenbahnbetriebs mit Brauchwasser nach Planungen der Preußischen Staatseisenbahnen errichtet und steht heute als Teil des alten Bahnbetriebswerks unter Denkmalschutz.

## Geschichte

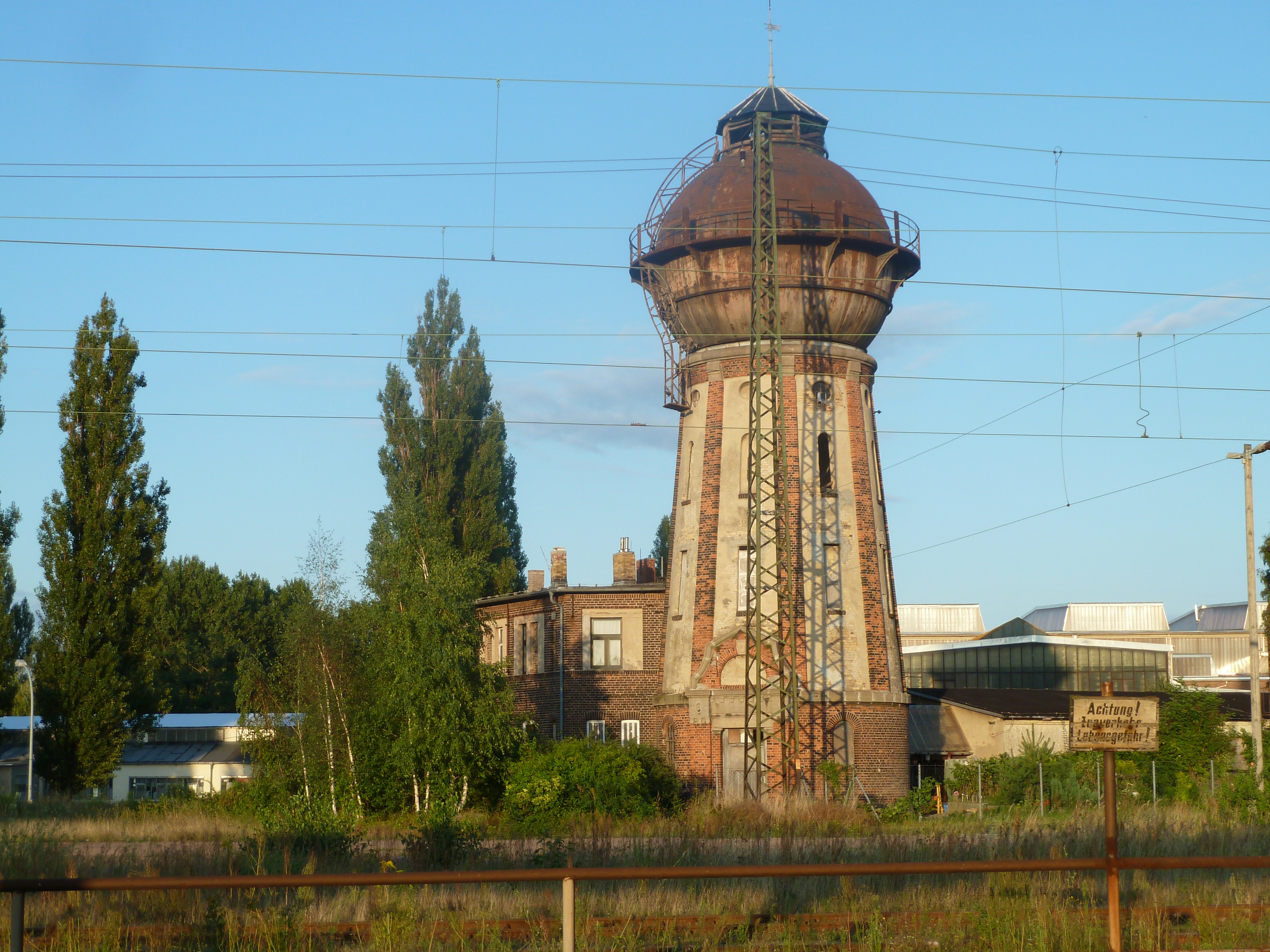
Wasserturm, Blick von den Gleisen

Der Ausbau des Eisenbahnnetzes und -betriebes, insbesondere die Trasse von Halle (Saale) über Köthen und Magdeburg erfolgte im Wesentlichen im Jahr 1840. Nachdem 1876 die Magdeburg-Halberstädter Eisenbahngesellschaft erreichte, dass zum  1. Juni jenes Jahres die  Magdeburg-Leipziger Eisenbahngesellschaft vertraglich an das Streckennetz gebunden wurde, erfolgten 1879 Verhandlungen zwischen der Königlichen preußischen Eisenbahnkommission und der Magdeburg-Leipziger Eisenbahngesellschaft zur staatlichen Übernahme der Bahn, was mit Gesetz vom 20. Dezember 1879 durch das Königreich Preußen genehmigt wurde. Die Magdeburg-Leipziger Eisenbahn wurde der königlich preußischen Eisenbahndirektion Magdeburg unterstellt. Im Jahr 1890 wurde eine Nebenstrecke Köthen–Aken erbaut, um aus dem Streckennetz eine Anbindung an den Elbhafen Aken zu ermöglichen.
Die Eisenbahndirektion Magdeburg erhielt damit die Zuständigkeit für den Bahnhof von Köthen, der mit zunehmendem Bahnbetrieb an Bedeutung gewann. Für die Versorgung der Dampflokomotiven und des Bahnhofsbetriebes musste somit auch im Bahnhof Köthen eine Brauchwasserversorgung von Seiten der Bahn hergestellt werden.

## Planung
Durch die Normierung des preußischen Eisenbahnwesens über das Reichseisenbahnamt in Berlin gehen auch die Planungen für derartige bahnseitige Brauchwasserversorgungen auf das Reichseisenbahnamt zurück.

## Bauwerk

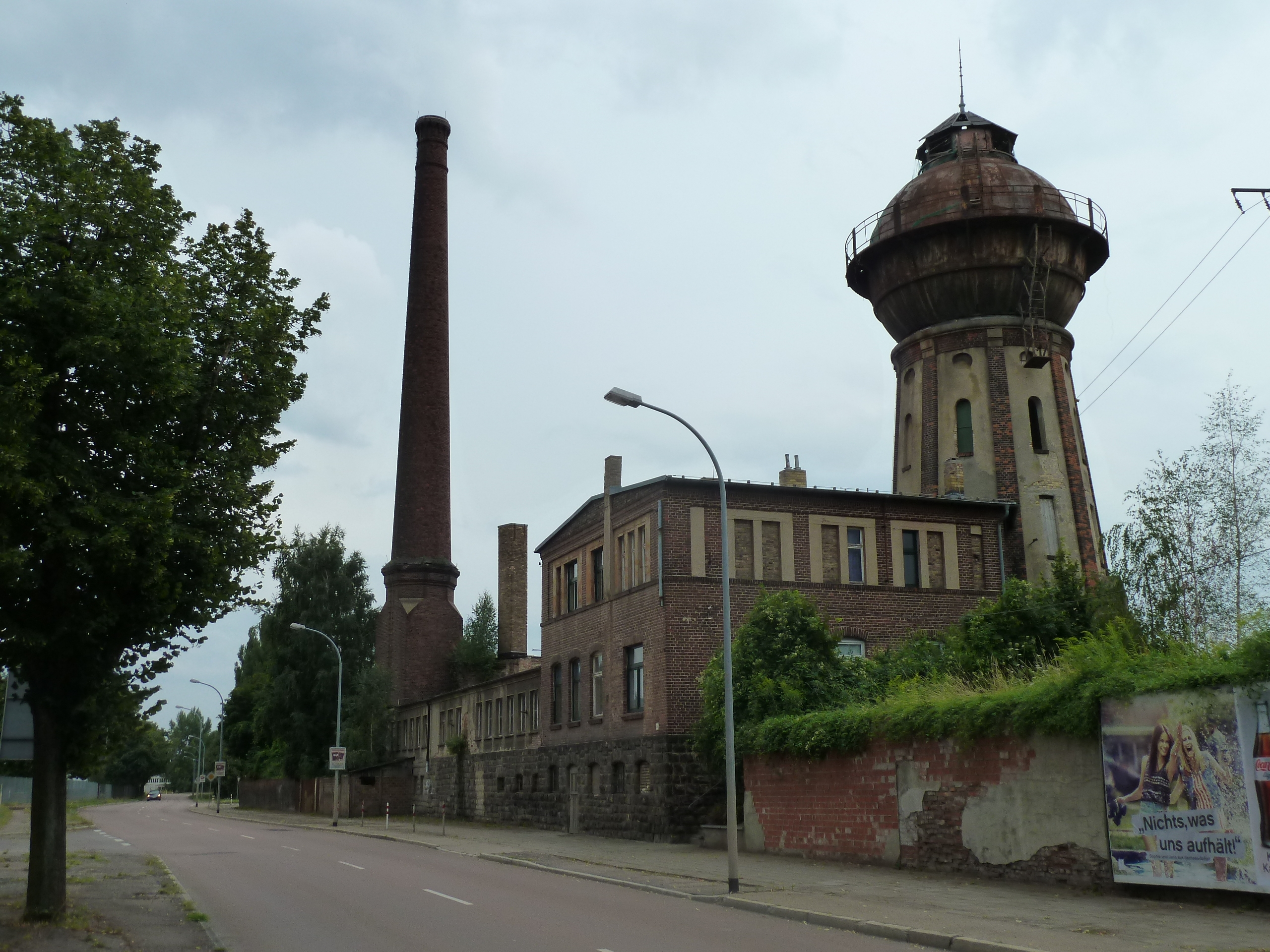
Ansicht des Wasserturms von der Straßenseite

Der Zeitraum der Errichtung des Wasserturms liegt in den Jahren 1911 bis 1912. In dieser Zeit wurden auch die Bahnanlagen in Köthen aufgrund der Wichtigkeit des Eisenbahnknotenpunktes umgebaut. Nach Fertigstellung wurden im Wasserturmbereich 1915 noch Gebäude für den Reparaturbetrieb und für das Personal gebaut.
Auf dem mit Mauerwerk errichteten Turm befand sich ein stählerner Behälter mit einem Volumen von etwa 250 m³. Die statisch zulässige Brauchwasser-Menge für den Bahnhofsbetrieb war jedoch geringer.
Der bauliche Gesamtkonstruktion hatte eine Höhe von ungefähr 30 m.
Im April 2022 musste die Kugel aus statischen Gründen abgetragen werden, somit ist die Höhe des Denkmals noch ca. 20 m. Der „Bahnwasserturm Köthen e.V.“ setzt sich für den Erhalt des Kulturhistorischen Denkmals ein.

## Technik
Das Bauwerk ist ein kegelförmiger Turmunterbau aus Mauerwerk mit integrierten Mauerwerksstützen zur Lastaufnahme, darüber ein aufgesetzter Stahlbehälter mit einem gurtungsähnlichen, umlaufenden Wandelgang um Wartungsaufgaben am Behälter durchführen zu können.
Der Stahlbehälter ist ein sogenannter Barkhausen-Behälter und war kugelförmig ausgebildet worden. Er bot mit einer solchen, statisch günstigen Bauform die Möglichkeit, aus einer Druckwasserleitung Auffüllungen in kurzer Zeit vornehmen zu können. Der Kugelbehälter wird mit Bauart Klönne bezeichnet. Diese Konstruktionsweise entwickelte der Ingenieur August Klönne ab 1886 und fertigte mit seiner Dortmunder Stahlbaufirma Aug. Klönne viele dieser Behälter ab 1906 und machte sich auch in anderen Stahlbausparten einen über Deutschland hinausgehenden Namen.

### Nutzungsänderung
Eine nicht-staatliche Initiative verhinderte bisher den Abriss des Köthener Wasserturms, dessen Funktion nicht mehr benötigt wurde.
Der Wasserturm mit dem Hauptgebäude haben einen neuen Eigentümer.